# Лангевни
Лангѐвни (на уелски: Llangefni, изговаря се по-близко до Хлангѐвни, звуков файл и буквени символи за произношение ) е град в Северен Уелс, графство Ангълси. Разположен около река Авон Кевни в южната част на едноименния остров Ангълси. Главен административен център на графство Ангълси. Вторият по големина град в графството след Хоулихед. Имал е жп гара от 1864 г. до 1964 г. Населението му е 4662 жители според данни от преброяването през 2001 г.

## Спорт
Представителният футболен отбор на града се казва ФК Лангевни Таун. Участвал е в Уелската Висша лига през сезон 2007/2008 г.